# 阿氏原溪鳢
阿氏原溪鱧（学名：Protogobius attiti），为輻鰭魚綱鰕虎鱼目鰕虎亞目溪鱧科原溪鱧屬下的一个种。发现于新喀里多尼亚的一个物种。

## 扩展阅读
- 維基物種上的相關：原溪鱧
- WoRMS数据：http://www.marinespecies.org/aphia.php?p=taxdetails&id=1010411 （页面存档备份，存于）